# لس آنجلس انجلز
لس آنجلس اَنجلز (انگلیسی: Los Angeles Angels) یک تیم حرفه‌ای بیسبال آمریکایی مسقر در آناهایم، کالیفرنیا می‌باشد که در کنفراس غرب لیگ برتر بیسبال آمریکا به رقابت می‌پردازد. این تیم در سال ۱۹۶۱ تأسیس شده‌است.